# Domamil
Domamil (en allemand : Domamühl) est une commune du district de Třebíč, dans la région de Vysočina, en République tchèque. Sa population s'élevait à 317 habitants en 2020.

## Géographie
Domamil se trouve à 9 km à l'ouest-nord-ouest de Moravské Budějovice, à 20 km au sud-ouest de Třebíč, à 35,6 km au sud-sud-est de Jihlava et à 145 km au sud-est de Prague.
La commune est limitée par Želetava, Martínkov et Jakubov u Moravských Budějovic au nord, par Litohoř à l'est, par Moravské Budějovice, Komárovice et Budkov au sud et par Štěpkov et Meziříčko à l'ouest.

## Histoire
La première mention écrite de la localité date de 1190.

## Transports
Par la route, Domamil se trouve à 9,6 km de Moravské Budějovice, à 25 km de Třebíč, à 41 km de Jihlava et à 171 km de Prague.